# Nervus stapedius
Der Nervus stapedius („Steigbügelnerv“) ist ein Ast des Nervus facialis (VII. Hirnnerv), der motorische Nervenfasern für den Musculus stapedius (Steigbügelmuskel) im Mittelohr führt. 
Der Nervus stapedius entspringt im absteigenden Teil des Fazialiskanals (Canalis nervi facialis) im Felsenbein und tritt in die Eminentia pyramidalis und dann in den Musculus stapedius ein. Er ist der einzige somatomotorische Ast des Nervus facialis, der innerhalb des Fazialiskanals entspringt. Der Nerv ist efferenter Schenkel des Stapediusreflexes und reagiert nur im Rahmen dieses Reflexes, zum Beispiel auf großen Lärm. 
Eine erhöhte Schallempfindlichkeit (Hyperakusis) kann bei einer Schädigung des Nervus facialis und damit des Nervus stapedius auftreten.